# 혹선의 퇴장화폐

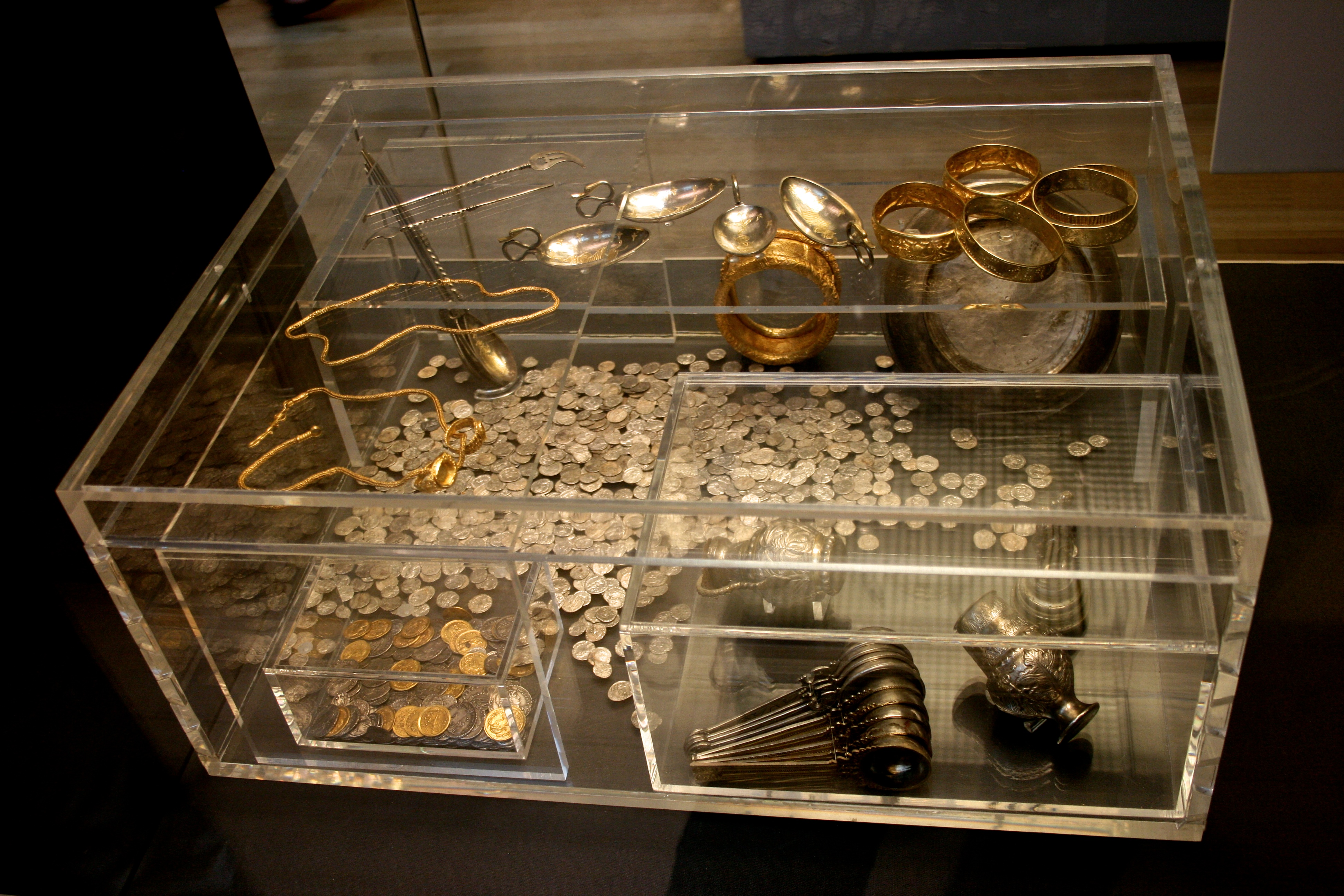

혹선([ˈhɒksən])의 퇴장화폐(Hoxne Hoard)는 잉글랜드에서 발견된 로마 제국 말기의 은화와 금화 유물들이다. 지금까지 발견된 최대 규모의 로마 퇴장화폐이며, 또한 4 ~ 5세기 로마 제국의 화폐 유물로서도 최대 규모이다.
| 전임 여사잠도 | 제40대 100대 유물로 보는 세계사 | 후임 간다라 좌불상 |